# Józefów (gmina Mełgiew)
Józefów – kolonia w Polsce położona w województwie lubelskim, w powiecie świdnickim, w gminie Mełgiew.
W latach 1975–1998 miejscowość należała administracyjnie do województwa lubelskiego.
Kolonia jest sołectwem w gminie Mełgiew. Według Narodowego Spisu Powszechnego z roku 2011 kolonia liczyła 259 mieszkańców.
Wierni Kościoła rzymskokatolickiego należą do parafii św. Wita w Mełgwi.